# 盧卡·馬齊特利
盧卡·馬齊特利（義大利語：Luca Mazzitelli；1995年11月15日—）是一位意大利職業足球選手，在場上的位置是中場。現效力於意乙球隊薩斯索羅 (弗羅西諾內外借)。馬齊特利出自羅馬的青訓系統，在2014年5月18日首次在意甲比賽中出場。他也代表意大利U21國家足球隊參賽。